# Гришко, Вячеслав Николаевич
Вячеслав Николаевич Гришко (1927—1993) — советский военный деятель и инженер, специалист в области испытаний стратегического ракетного вооружения, генерал-майор (1978). Лауреат Государственной премии СССР (1981).

## Биография
Родился 20 февраля 1927 года в селе Журавки, Черниговской области Украинской ССР в крестьянской семье.
С 1947 по 1950 год обучался в Первом Калининградском гвардейском миномётно-артиллерийском училище. С 1950 по 1955 год служил в Ракетных войсках и артиллерии на младших командных офицерских должностях в 30-й гвардейской миномётной бригаде в составе 4-й артиллерийской дивизии прорыва РВГК.
С 1955 по 1960 год обучался на факультете реактивного вооружения Военной артиллерийской инженерной академии имени Ф. Э. Дзержинского, по окончании которой получил специализацию инженер-механика. С 1960 по 1965 год на научно-педагогической работе в Казанском высшем командно-инженерном училище на преподавательских должностях. С 1965 по 1967 год — военный инженер ОКБ №154 по производству жидкостных ракетных двигателей.
С 1967 по 1987 год на научно-исследовательской работе в центральном аппарате Главного управления ракетного вооружения Ракетных войск стратегического назначения СССР в должностях: заместитель начальника второго отдела, начальник первого отдела и заместитель руководителя Первого управления Главного управления ракетного вооружения. В 1978 году Постановлением Совета Министров СССР В. Н. Гришко было присвоено воинское звание генерал-майор. С 1978 по 1987 год — начальник Пятого управления Главного управления ракетного вооружения РВСН СССР. В 1981 году «закрытым» Постановлением ЦК КПСС и СМ СССР «За разработку, испытания и освоение серийного производства баллистической ракеты средней дальности РСД-10 "Пионер" с улучшенными тактико-техническими характеристиками» В. Н. Гришко был удостоен Государственной премии СССР.
С 1987 года в запасе.
Скончался 18 февраля 1993 года в Москве, похоронен на Лайковском кладбище, Одинцовского района Московской области.

## Награды
- Орден Октябрьской Революции (1975)
- Орден «Знак Почёта»  (1968)
- Государственная премия СССР (1981)[1][2][3]